# Adamo e il peccato
Adamo e il peccato (Adam and Evil) è un film muto del 1927 diretto da Robert Z. Leonard. Prodotto e distribuito dalla Metro-Goldwyn-Mayer, aveva come interpreti Lew Cody (nel doppio ruolo di due gemelli), Aileen Pringle, Gwen Lee, Gertrude Short, Hedda Hopper, Roy D'Arcy.

## Trama
Avendo scoperto che il fratello gemello Allan ha intenzione di venire in città, Adam Trevelyan decide di sfruttare l'occasione per divertirsi un po' e sfuggire, così, alla monotonia della vita coniugale. Fingendosi Allan, Adam si mette a corteggiare Gwen de Vere, una a caccia di qualche milionario. Ma Evelyn, sua moglie scopre la sua infedeltà e, quando arriva sul serio Allan, la situazione si fa sempre più confusa. Adam si comporta con la moglie in maniera insolitamente appassionata, tanto da convincerla che quello non è suo marito, bensì il suo gemello. Poi, quando Adam torna a casa ubriaco, Evelyn, sempre più turbata ma convinta che si tratti di Allan, si rifiuta di farlo entrare. Decisa a mettere fine a quello scompiglio, Evelyn lascia il marito. Andata in albergo, un impiegato ignaro la mette nella stessa suite con Allan. Colta l'occasione, si mette a flirtare con il cognato, sperando, in questo modo, di suscitare finalmente la gelosia di suo marito.

## Produzione
Il film fu prodotto dalla Metro-Goldwyn-Mayer (MGM) con il titolo di lavorazione His Brother from Brazil. Le riprese durarono da metà aprile a inizio di giugno 1927.
Il ruolo di Gwen, nelle prime intenzioni, avrebbe dovuto essere interpretato da Greta Garbo, ma l'attrice svedese venne sostituita da Gwen Lee anche per l'opposizione della protagonista Aileen Pringle che considerava il nome della Garbo nel cast come una diminuzione dell'importanza del proprio ruolo.

## Distribuzione
Il copyright del film, richiesto dalla Metro-Goldwyn-Mayer Distributing Corp., fu registrato il 17 agosto 1927 con il numero LP24293.
Distribuito dalla Metro-Goldwyn-Mayer (MGM) il film uscì nelle sale cinematografiche statunitensi il 27 agosto 1927 dopo essere stato presentato in prima a New York l'8 agosto.
Non si conoscono copie ancora esistenti della pellicola che viene considerata presumibilmente perduta.